# Moreyba
Moreyba – w religii mieszkańców kanaryjskiej wyspy El Hierro, najwyższa bogini, której domeną była opieka nad kobietami, podczas gdy mężczyznami opiekował się Eraoranhan. Eraoranhan i Moreyba według ich wierzeń rezydowali na skałach Bentayga. Po przyjęciu chrześcijaństwa Maria była czczona przez Guanczów pod imieniem Moreyba.